# 프린세스 커넥트! Re:Dive
《프린세스 커넥트! Re:Dive》는 일본의 사이게임즈에서 개발한 애니메이션 RPG 게임이다. 2015년에 출시하고 1년 반만에 섭종한 원작을 반면교사로 삼아 프린세스 커넥트라는 IP를 무사히 되살려 내었다. 대한민국에서는 카카오게임즈가 편의성 개선 업데이트를 한국 서비스에 선행 적용하는 등 유저친화적인 운영을 보여주면서 좋은 평가를 받고 있다. 2020년 4월엔 애니메이션으로 제작되어 한·일 동시방영중이며, 중국에서의 서비스도 시작하였다.

## 역사
2015년 2월부터 2016년 6월까지 일본에서 서비스 했었던 모바일 게임 프린세스 커넥트!의 속편이다. 같은해 8월, 'Cygames NEXT 2016'에서 후속작 프린세스 커넥트! Re:Dive의 출시가 발표되었다. 전작과 다르게 남주인공을 보조하는 메인 히로인이 다르다.

## 특징
애니메이션 RPG라는 장르를 표방한 만큼, 게임 본편의 메인 스토리 파트에 풀더빙된 애니메이션 동영상을 삽입하였으며, 스토리 장이나 이벤트 종료시 연관된 캐릭터 성우들이 직접 부른 엔딩 노래까지 매번 다른곡으로 틀어준다. 애니메이션 제작 업체로는 WIT STUDIO가 함께하고 있다.

## 줄거리

### 프린세스 커넥트!
2033년, 일반적으로 보급된 VR 네트워크 장치를 활용한 온라인 게임 「폭풍의 전설」 (일본어: レジェンドオブアストルム)에서는 클리어시 현실 세계에서의 소원이 무엇이든 이뤄진다는 소원이 있어 많은 플레이어들이 참가하고 있었다. 주인공은 모사쿠지(일본어: 模索路)라는 친구의 소개에 의해 이 게임을 처음 접하게 되는데…

### 프린세스 커넥트! Re:Dive
전작에서의 이야기가 강제로 마무리 된 후 의식을 잃은 주인공은 콧코로라는 한 소녀를 만난다. 기억상실에 걸린 주인공은 가이드 콧코로와 함께 모험을 하다 만난 페코린느, 캬루와 함께 식도락 그룹인 「미식전(美食殿)」을 결성하게 된다. 

## 등장인물
주인공(일본어: ユウキ 유우키[*])
성우 - 아베 아츠시

### 미식전
페코린느(일본어: ペコリーヌ)
성우 - M·A·O
콧코로(일본어: コッコロ)
성우 - 이토 미쿠
캬루(일본어: キャル)
성우 - 타치바나 리카

### 트윙클 위시
유이(일본어: ユイ)
성우 - 타네다 리사
히요리(일본어: ヒヨリ)
성우 - 토야마 나오
레이 -(일본어: レイ)
성우 - 하야미 사오리

### 성 테레사 여학원(단짝부)
유니(일본어: ユニ)
성우 - 코하라 코노미
클로에(일본어: クロエ)
성우 - 타네자키 아츠미
치에루(일본어: チエル)
성우 - 사쿠라 아야네

## 인기투표
- [제 1회 프리코네 인기투표][7]
  - 기간 2020년 4월 16일부터 21일까지 (7일간)
  - 결과

## 콜라보
- 그랑블루 판타지 - 지타[8]
- 신격의 바하무트 - 모니카
- 섀도우버스 - 아리사[9]
- Re:제로부터 시작하는 이세계 생활
- 아이돌마스터 신데렐라 걸즈 스타라이트 스테이지

## 서적
- 프린세스 커넥트! Re:Dive 공식 공략 팬북[10]